# Politie in Nederland

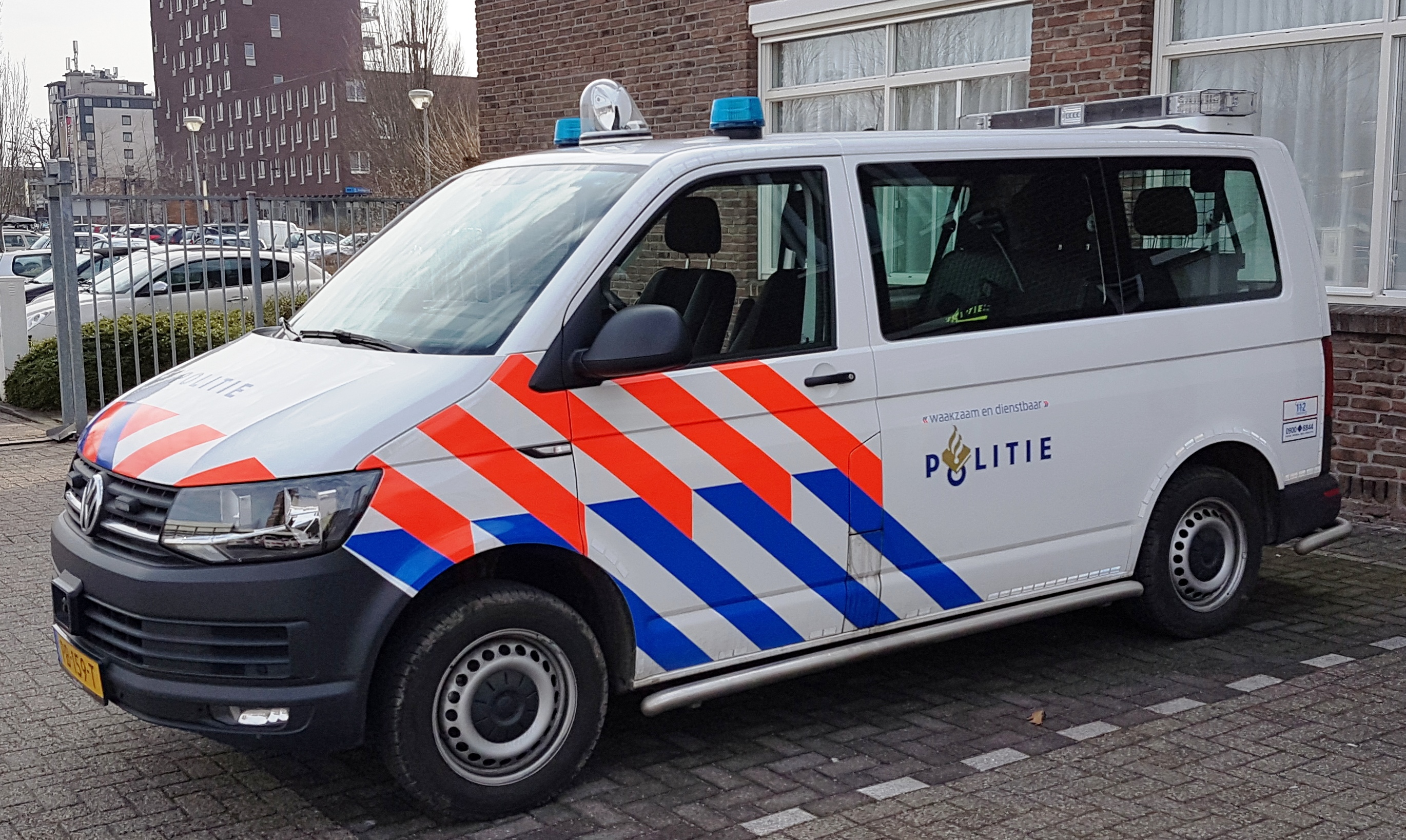
Standaard noodhulpvoertuig van het type Volkswagen Transporter T6

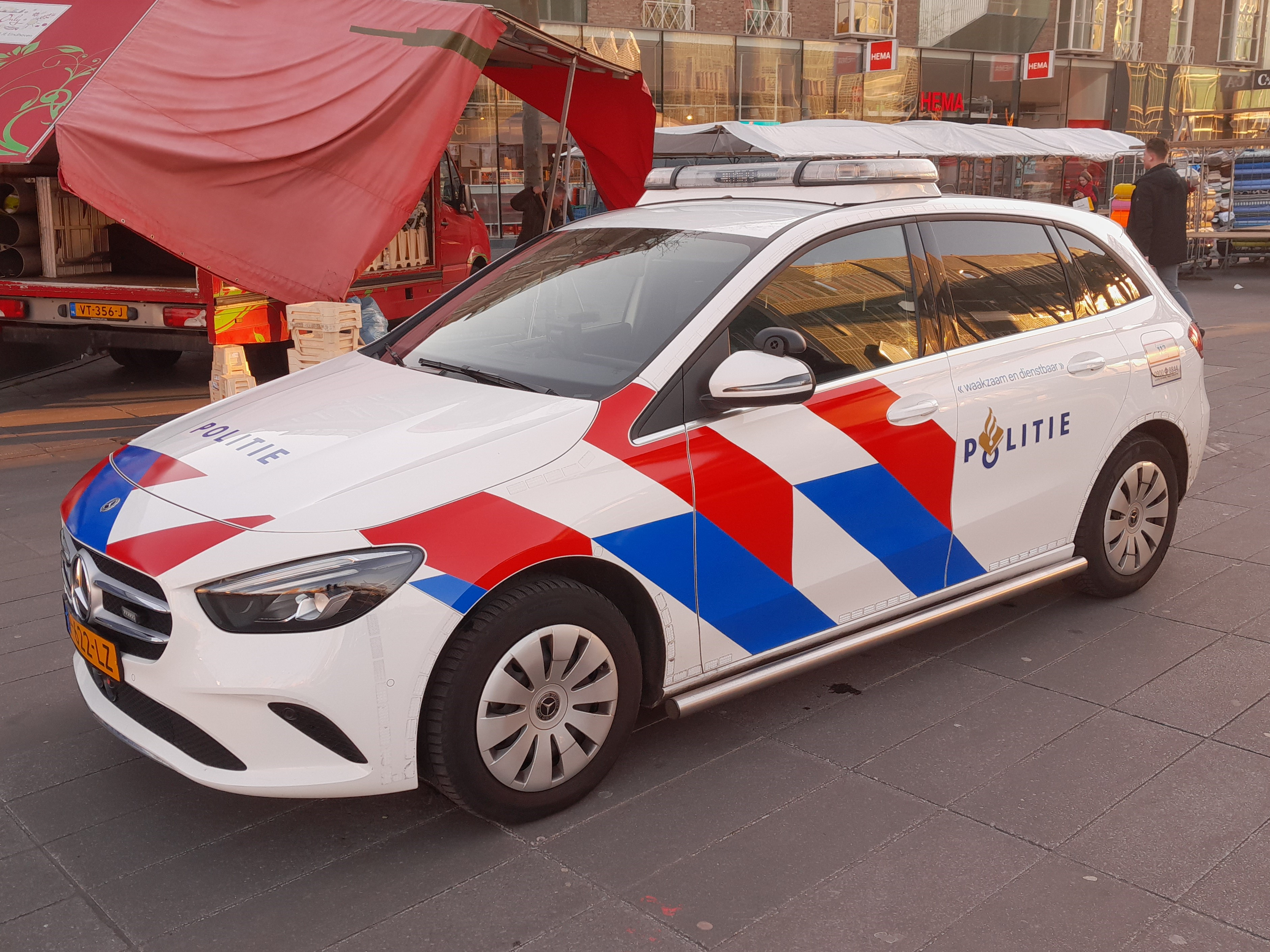
Mercedes-Benz B-Klasse

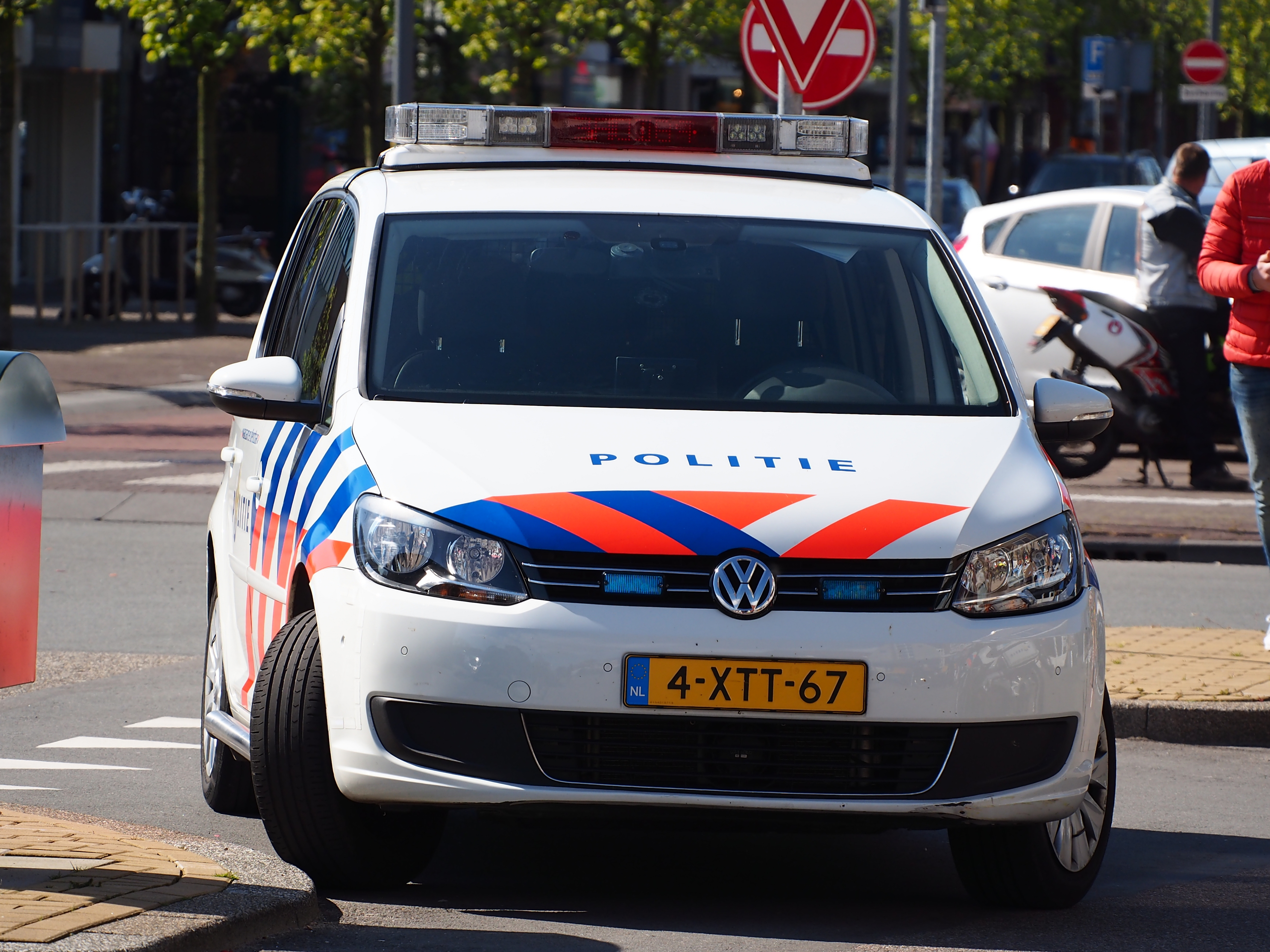
Volkswagen Touran

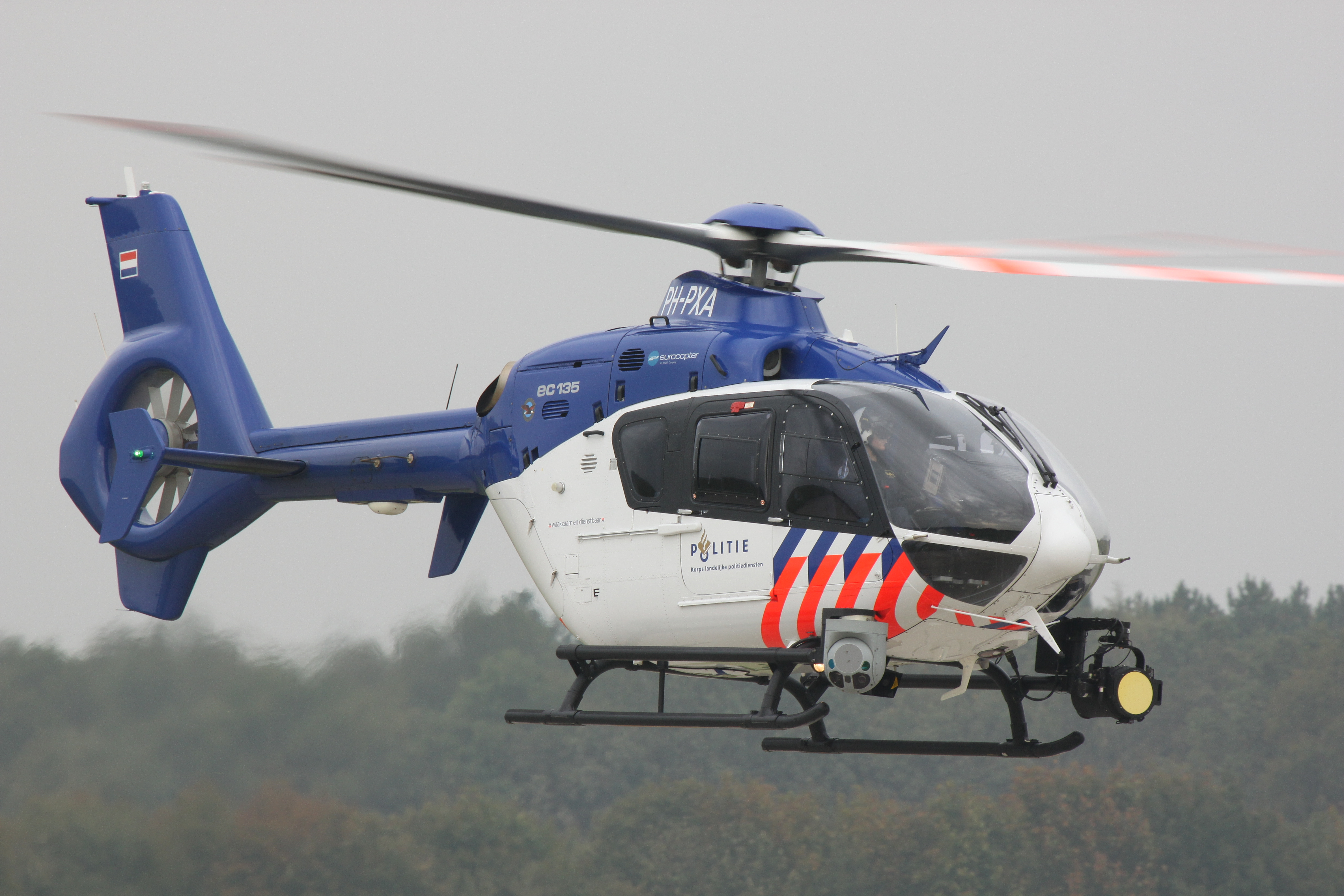
Een 2009 Airbus EC135 P2+ van de Eenheid Landelijke Expertise en Operaties

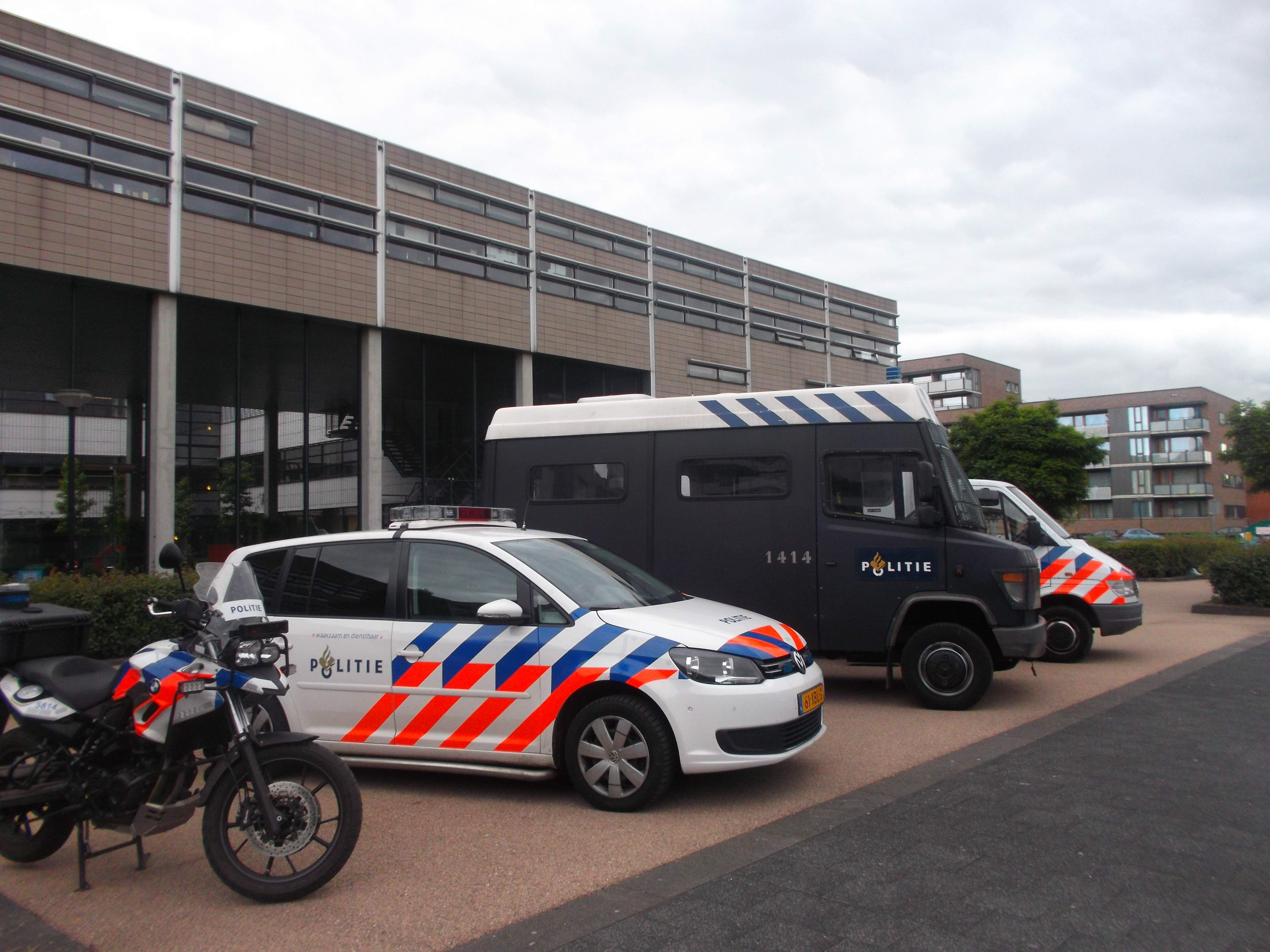
Politievoertuigen naast elkaar in Amsterdam-Zuidoost tijdens een actie voor een goed doel op 20 juni 2015

De politie in Nederland (Politie) is een politiedienst, belast met het handhaven van de wetten van Nederland, het bewaren van de openbare orde en het verlenen van hulp. Ook vormt zij de opsporingsdienst voor het Openbaar Ministerie.
De organisatie is in 2012 volledig geherstructureerd en opnieuw ingericht als één Nationale Politie Uitvoeringsprogramma Vorming Nationale Politie.. Sinds 1 maart 2024 is Janny Knol korpschef in de rang van eerste hoofdcommissaris.
Belangrijkste wetgeving is de Politiewet en belangrijke lagere regelgeving onder meer de Ambtsinstructie voor de politie, de Koninklijke marechaussee en andere opsporingsambtenaren, het Besluit algemene rechtspositie politie en het Besluit beheer politie. Verder zijn regels gegeven in onder meer het Wetboek van Strafvordering, van Militair Strafrecht, de Wet op de bijzondere opsporingsdiensten en de Vreemdelingenwet.

## Geschiedenis

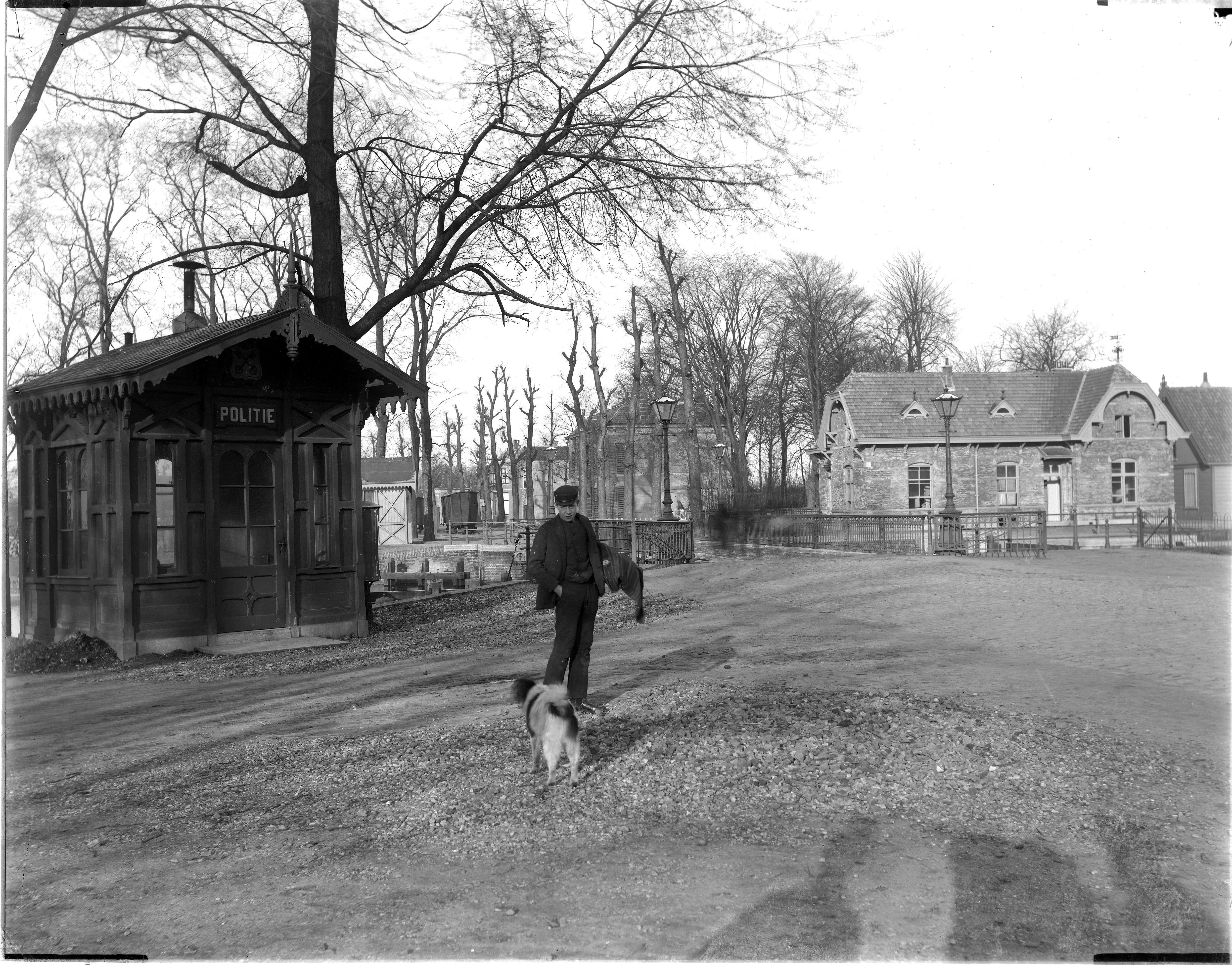
Politieposthuisje in Leiden, 1880

### 1945-1993: Rijkspolitie en gemeentepolitie
Van eind 1945 tot 1993 bestond de Nederlandse politie uit de gemeentepolitie en de rijkspolitie. Gemeentelijke politiekorpsen bestonden in de gemeenten met 25.000 of meer inwoners. De burgemeester was daar zowel verantwoordelijk voor de openbare orde als voor het beheer van de politie (onder toezicht van de gemeenteraad). In de kleinere gemeenten werd het politiewerk gedaan door de rijkspolitie, die daarnaast een aantal landelijke diensten omvatte. In 1953 werden de eerste drie vrouwelijke agenten aangenomen, die ook op straat in uniform mochten werken. Trees Keultjes was van hen de enige die bleef werken (ze is nooit getrouwd en dus nooit met ontslag gegaan) en na 44 jaar met pensioen ging.

### 1993-2013: Regiokorpsen
Van 1993 tot 2013 was de politie in Nederland opgedeeld in 25 regiokorpsen en een Korps landelijke politiediensten (KLPD).
Met de Politiewet 1993, die officieel inging op 1 april 1994, werd de oude scheiding in grote en kleine gemeenten opgeheven. De gemeentepolitiekorpsen en de regionale districten van de rijkspolitie werden samengevoegd tot 25 regiokorpsen.
In elk regiokorps had een korpschef in de rang van hoofdcommissaris de dagelijkse leiding. Hierboven stond als 'korpsbeheerder' de burgemeester van de grootste gemeente in die regio. Korpsbeheerder en korpschef overlegden regelmatig met de (hoofd)officier van justitie in de betreffende regio in de zogeheten 'driehoek' (met de korpsbeheerder als voorzitter). Hierboven stond als algemeen bestuur een regionaal college bestaande uit alle burgemeesters uit die politieregio en de hoofdofficier van justitie. Daarnaast had in principe ieder gemeente recht op een eigen driehoeksoverleg met daarin de eigen burgemeester. De gemeenteraden hadden in dit nieuwe bestel nog maar zeer indirecte invloed op het beheer van politie, iets wat in deze periode wel een 'democratisch gat' werd genoemd.
Een regio bestaat uit een aantal districten, met elk een districtschef.
Elk district bestaat uit een aantal lokale eenheden (basiseenheden of teams).
Ook beschikte elk regiokorps over een criminele-inlichtingeneenheid (CIE) en een Regionale Inlichtingendienst (RID).
Bepalend voor het aantal politieagenten en andere politiemedewerkers (de "politiesterkte") binnen een regio was het aantal inwoners in die regio, en de hoeveelheid criminaliteit in de regio. Hoewel de randvoorwaarden landelijk werden bepaald, konden de regiokorpsen tot op grote hoogte een eigen beleid voeren. Zo maakte elk korps eigen keuzen op het gebied van ICT, wat in de loop van de jaren een notoir probleem werd.

#### Korps landelijke politiediensten
Naast de regiokorpsen was er het Korps landelijke politiediensten (KLPD), bestaande uit de volgende diensten:
- Dienst Verkeerspolitie
- Dienst Waterpolitie
- Dienst Spoorwegpolitie
- Dienst Operationele Samenwerking
- Dienst Nationale Recherche
- Dienst IPOL
- Dienst Koninklijke en Diplomatieke Beveiliging
- Dienst Speciale Interventies
- Dienst Specialistische Recherche Toepassingen

Het KLPD hield zich onder andere bezig met handhaving van de verkeersveiligheid op de autosnelwegen, op het spoor, te water en in de lucht, met de bestrijding van zware en georganiseerde criminaliteit, en handhaven van de veiligheid van het Koninklijk Huis, diplomaten en politici.

### Vorming van nationale politie
In april 2011 maakte het kort ervoor opgerichte Ministerie van Veiligheid en Justitie (met Ivo Opstelten als bewindsman) plannen bekend om het politiebestel geheel om te gooien. Uiteindelijk trad op 1 januari 2013 de Politiewet 2012 in werking. Deze bepaalde dat alle 26 politiekorpsen (25 regiokorpsen en de KLPD) opgingen in één nationaal politiekorps, met een hoofdkantoor in Den Haag en verdeeld in tien regionale eenheden, een landelijke eenheid en een Politiedienstencentrum, onder een eenhoofdige leiding. Dit zou bureaucratie en 'bestuurlijke drukte' moeten verminderen en moeten leiden tot effectievere opsporing.
In de praktijk kostte de vorming van het nationale korps nog verscheidene jaren. Een groot aantal politieambtenaren moest naar een nieuwe functie solliciteren omdat de oude functie werd opgeheven. De verwachte einddatum voor de reorganisatie moest in 2015 worden verschoven naar 2018. Ook kostte de operatie twee keer zoveel geld als verwacht. Vakbonden uitten kritiek vanwege de overmatige onzekerheid waarmee de agenten kampten in deze periode, wat zich ook uitte in een hoger ziekteverzuim. De eerste korpschef van Politie was Gerard Bouman, op 1 oktober 2015 werd hij opgevolgd door Erik Akerboom en later Henk van Essen. De huidige korpschef is Janny Knol, in de rang van eerste hoofdcommissaris.

## Organisatie

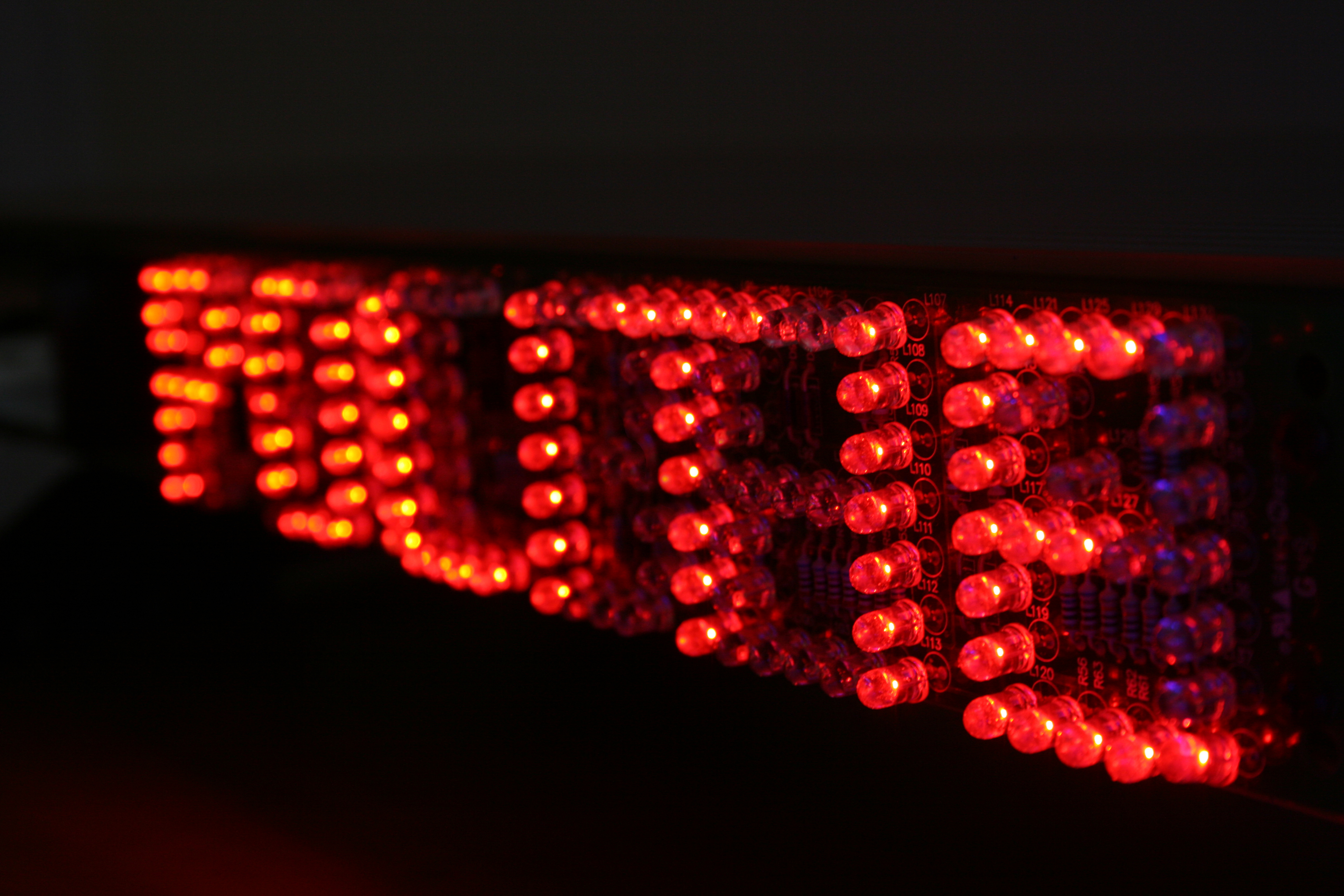
Politie-stopbord uit een LFL Liberty-lichtbalk

Het landelijk politiekorps bestaat uit tien regionale eenheden, twee landelijke eenheden en een Politiedienstencentrum. Het hoofdkantoor van de Nationale Politie is gevestigd in Den Haag.
In geval van een crisis wordt met de brandweer en ambulancediensten samengewerkt in de betreffende veiligheidsregio, en met overige overheidsdiensten.
De politie valt onder de bestuurlijke verantwoordelijkheid van het Ministerie van Justitie en Veiligheid. Het bevoegd gezag ter plaatse wordt gevormd door de burgemeester van de betreffende gemeente (waar het gaat om de openbare orde en veiligheid) en de (hoofd)officier van justitie (waar het gaat om onderzoek en opsporing).
In totaal waren er in 2014 in Nederland 60.888 politieambtenaren in dienst, waarvan 51.442 'op straat' werkten.

### Regionale eenheden

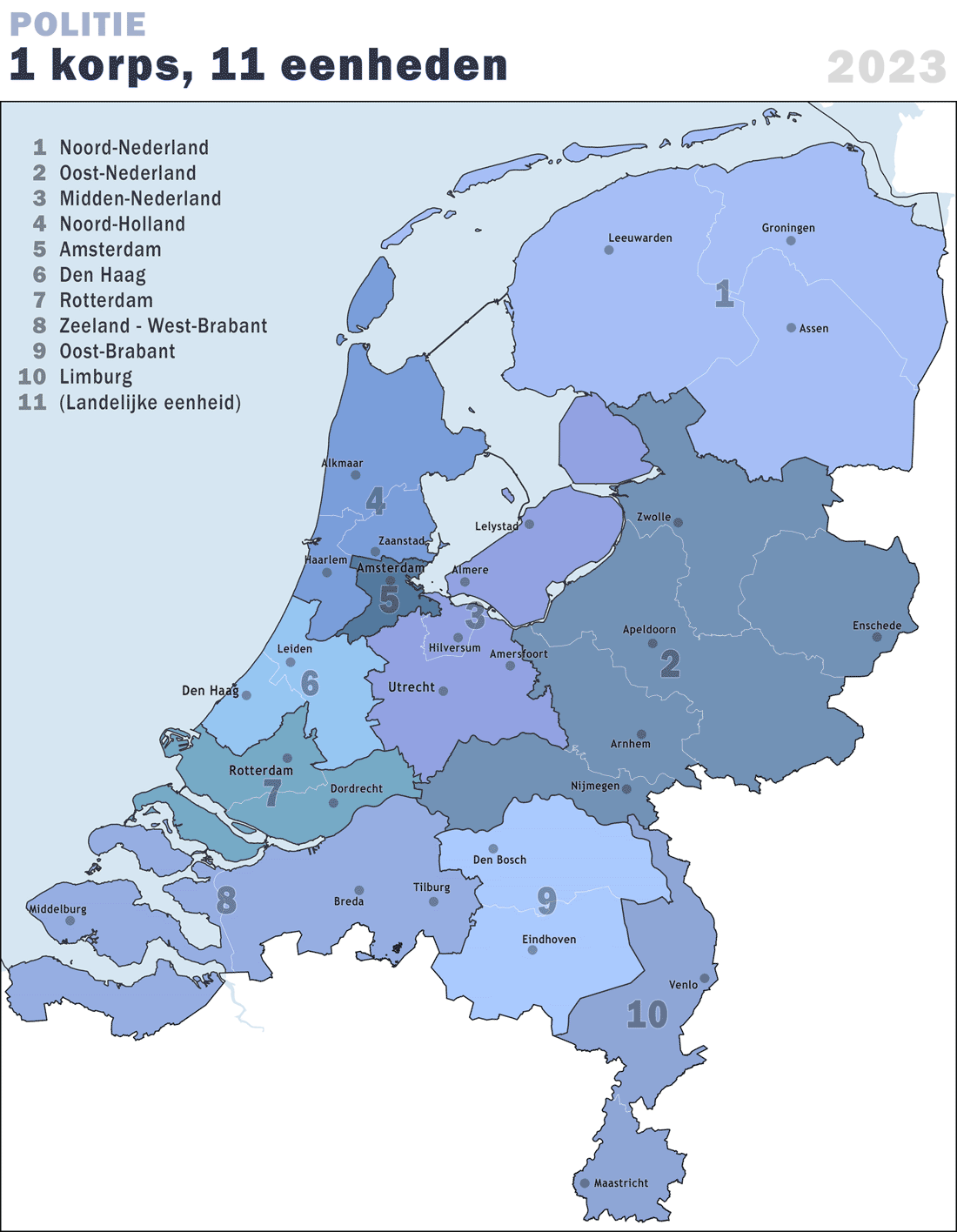
De 11 eenheden (10 regionaal + 1 landelijk) op de kaart, situatie per 2023

De 10 regionale eenheden voeren alle operationele politietaken uit, behalve taken die een bijzondere expertise vereisen en taken die landelijk doeltreffender of goedkoper kunnen worden uitgevoerd. Die taken vallen onder de twee landelijke eenheden. Alle regionale eenheden zijn zo eenduidig mogelijk ingericht. Een politiechef leidt een regionale eenheid (RE).
De volgende 10 eenheden zijn in de plaats van de voormalige 25 regiokorpsen gekomen:
| Regionale eenheid      | Voorheen                                                          | Werkgebied                                            | Hoofdlocatie     | Meldkamer        |
| ---------------------- | ----------------------------------------------------------------- | ----------------------------------------------------- | ---------------- | ---------------- |
| Noord-Nederland        | korpsen Groningen, Fryslân en Drenthe                             | Provincies Groningen, Friesland en Drenthe            | Assen            | Drachten         |
| Oost-Nederland         | korpsen IJsselland, Twente en de drie Gelderse korpsen            | Provincies Gelderland en Overijssel                   | Apeldoorn        | Apeldoorn        |
| Midden-Nederland       | korpsen Utrecht, Gooi en Vechtstreek en Flevoland                 | Provincies Utrecht, Flevoland en Noord-Holland (ged.) | Utrecht          | Hilversum        |
| Noord-Holland          | korpsen Noord-Holland-Noord, Zaanstreek-Waterland en Kennemerland | Provincie Noord-Holland (ged.)                        | Haarlem          | Haarlem          |
| Amsterdam              | korps Amsterdam-Amstelland                                        | Amsterdam en omstreken                                | Amsterdam        | Amsterdam        |
| Den Haag               | korpsen Haaglanden en Hollands Midden                             | Den Haag en omstreken                                 | 's-Gravenhage    | 's-Gravenhage    |
| Rotterdam              | korpsen Rotterdam-Rijnmond en Zuid-Holland Zuid                   | Rotterdam en omstreken                                | Rotterdam        | Rotterdam        |
| Zeeland - West-Brabant | korpsen Midden- en West-Brabant en Zeeland                        | Provincies Noord-Brabant (ged.) en Zeeland            | Tilburg          | Bergen op Zoom   |
| Oost-Brabant           | korpsen Brabant-Noord en Brabant Zuid-Oost                        | Provincie Noord-Brabant (ged.)                        | 's-Hertogenbosch | 's-Hertogenbosch |
| Limburg                | korpsen Limburg-Noord en Limburg-Zuid                             | Provincie Limburg                                     | Maastricht       | Maastricht       |

De werkgebieden van deze regio's omvatten steeds het volledige werkgebied van een aantal veiligheidsregio's (met dezelfde werkgebieden als de in de tabel genoemde voormalige politiekorpsen), en komen overeen met de werkgebieden van de rechterlijke indeling van Nederland in arrondissementen (zie aldaar voor de precieze beschrijving in termen van grondgebieden van provincies en gemeenten), behalve dat de Regionale Eenheid Oost-Nederland de werkgebieden van de arrondissementen Overijssel en Gelderland combineert.
Een regionale eenheid bestaat uit:
- Districten
- Dienst Regionaal Operationeel Centrum
- Dienst Regionale Recherche
- Dienst Regionale Informatieorganisatie (incl. TCI en RID)
- Dienst Regionale en Operationele Samenwerking
- Dienst Bedrijfsvoering
- Staf

Een district op zijn beurt bestaat uit:
- Basisteams
- Districtsrecherche
- Flexteam

De taken van de basisteams zijn:
- eerste aanspreekpunt;
- afhandelen van noodhulp en niet-spoedeisende meldingen, onder centrale aansturing van de meldkamer;
- opsporing gericht op veelvoorkomende criminaliteit;
- handhaving: jeugd, huiselijk geweld, evenementen, horeca, geestelijke gezondheidszorg, verkeer, vreemdelingentoezicht, milieu- en executietaken.

Basisteams hebben opsporingscapaciteit voor de aanpak van veelvoorkomende criminaliteit. De districtsrecherche is echter verantwoordelijk voor de aanpak van delicten met een grote impact. Zij levert ondersteuning aan de basisteams. Voor antihomoseksueel geweld is er binnen elke regionale eenheid een netwerk van Roze in Blauw.

### Korps Politie BES
Het Korps Politie Bonaire, Sint Eustatius en Saba vormt de politiemacht in Caribisch Nederland. Het korps werd ingesteld op 10 oktober 2010. De minister van Veiligheid en Justitie is de korpsbeheerder.
In tegenstelling tot de andere Nederlandse politiekorpsen die onder de Politiewet 2012 vallen, valt dit korps onder de "Rijkswet politie van Curaçao, van Sint Maarten en van Bonaire, Sint Eustatius en Saba".

### Landelijke eenheden
Naast de tien regionale eenheden zijn er twee landelijke eenheden: Eenheid Landelijke Expertise en Operaties (LX) en Eenheid Landelijke Opsporing en Interventies (LO).
De Eenheid Landelijke Expertise en Operaties bestaat uit de Dienst Landelijk Operationeel Centrum (DLOC), Intelligence LX, Dienst Specialistische Operaties (DSO), Dienst Infrastructuur (DINFRA) en de Dienst Koninklijke en Diplomatieke Beveiliging (DKDB).
De Eenheid Landelijke Opsporing en Interventies bestaat uit de Dienst Landelijke Recherche (DLR), Intelligence LO, Afgeschermde Operaties (AO) en Dienst Speciale Interventies (DSI)
De Intelligence LO omvat onder meer het Team Speciale Getuigen (TSG), het Team Nationale Inlichtingen (TNI) en de Landelijke Informatie Dienst WIV.

### Politiedienstencentrum
Naast deze operationele eenheden heeft de Nationale Politie een landelijke concerndienst, het Politiedienstencentrum (PDC). In dit centrum wordt een belangrijk deel van de ondersteuning ondergebracht. Tot de bedrijfsvoering van de Nationale Politie behoren de aspecten personeelszaken, facilitair management, financiën, informatievoorziening en communicatie.
Het PDC is op drie locaties in Nederland gevestigd, namelijk Rotterdam, Zwolle en Eindhoven.

### Politieacademie
De Politieacademie (PA), het onderwijs-, kennis- en onderzoeksinstituut van de politie, valt vanaf 1 januari 2017 onder de Nationale Politie. De PA heeft ook zeker te maken met de gevolgen van de nieuwe structuur; onder meer worden er taken van het instituut overgedragen aan het PDC al blijft onduidelijk welke taken precies. In december 2012 ontaardden de gesprekken hierover in een openlijke vertrouwensbreuk tussen de ondernemingsraad en het bestuur van de Politieacademie.

## Ambtenaren van politie

### Executieve en niet-executieve medewerkers
Artikel 2, eerste lid van de Politiewet 2012 geeft aan wie ambtenaren van politie zijn, en maakt onderscheid tussen verschillende categorieën politieambtenaren. Een belangrijk onderscheid is dat tussen medewerkers die zijn aangesteld voor de uitvoering van de politietaak, en medewerkers die zijn aangesteld voor de uitvoering van technische, administratieve en andere taken ten dienste van de politie. De eerste soort noemt men wel executieve medewerkers en de tweede soort zijn dan de niet-executieve medewerkers of administratief/technische medewerkers.
Executieve medewerkers hebben bevoegdheden die zijn omschreven in artikel 7 en 8 van de Politiewet 2012. Zij zijn op grond van artikel 141 van het Wetboek van Strafvordering belast met de opsporing van strafbare feiten als algemeen opsporingsambtenaar. Zij hebben een politierang.
De ambtenaren van politie die zijn aangesteld voor de uitvoering van technische, administratieve en andere taken ten dienste van de politie hebben die bevoegdheden niet zonder meer, maar kunnen wel zijn aangewezen als buitengewoon opsporingsambtenaar (boa). Men spreekt dan wel van een politieboa. Deze medewerkers hebben dan een beperkte opsporingsbevoegdheid die staat beschreven in hun aanstellingsakte. Boa's kunnen afhankelijk van hun aanstelling bewapend zijn. Niet-executieve politiemedewerkers zijn bijvoorbeeld facilitair medewerker, verzorgen de administratieve ondersteuning, of zijn financieel, technisch of forensisch onderzoeker. Het hangt van de taak van de medewerker af of deze een uniform draagt.

### Onderzoek bij aanstelling
Wie bij de politie gaat werken wordt eerst onderworpen aan een Betrouwbaarheids- en geschiktheidsonderzoek (bgo). Dit wordt uitgevoerd door de afdeling Veiligheid Integriteit en Klachten (VIK) en duurt maximaal acht weken. Hierbij wordt met name gekeken naar gedragingen die strafrechtelijk vervolgbaar zijn, gedragingen die in strijd zijn met de normen, waarden en regels van de politie en naar andersoortig ongewenst gedrag dat door de politie is geregistreerd. De omvang van dit onderzoek is afhankelijk van de mate van vertrouwelijkheid van iemands toekomstige functie en omvat maximaal de volgende onderdelen:
- Naar waarheid invullen van een zogeheten opg-formulier
- Gegevens opvragen bij het Bureau Krediet Registratie (BKR)
- Persoonlijke gegevens nagaan in politionele, justitiële en openbare bronnen
- Gesprekken met mensen uit de omgeving van de sollicitant (referenten)
- Een persoonlijk gesprek met de sollicitant

Bepaalde functies binnen de Nationale politie zijn aangewezen als vertrouwensfunctie waarvoor een Verklaring van Geen Bezwaar vereist is, die wordt afgegeven na een veiligheidsonderzoek. Het kan daarbij gaan om een:
- P-onderzoek, waarbij onder mandaat van de AIVD door de afdeling Veiligheid Integriteit en Klachten (VIK) van een regionale eenheid voor de betrokkene en diens partner naslag verricht in enkele registers van de politie, hetgeen voor hen en voor een kring van personen rondom hen ook wordt gedaan in registers van justitie. Bovendien is er een gesprek met de betrokkene. Een P-onderzoek is onder meer vereist voor leden van de Regionale Informatie Organisatie (RIO), de afdelingen VIK en de opsporingsafdelingen.
- A-onderzoek, waarbij de businessunit Veiligheidsonderzoeken van de AIVD voor de betrokkene, diens partner, familieleden en medebewoners naslag verricht in de eigen registers en in die van justitie en politie. Ook worden gesprekken gevoerd met de betrokkene, door hem opgegeven personen (referenten) en personen die door de AIVD zelf worden uitgekozen (informanten). Een A-onderzoek is onder meer vereist voor de korpschef, de politiechefs van de regionale eenheden, hoofden operatiën, leden van de RID, het TCI en het Team High Tech Crime.

In 2010 waren er in totaal 16.705 vertrouwensfuncties bij de politie.

### Uniform en uitrusting

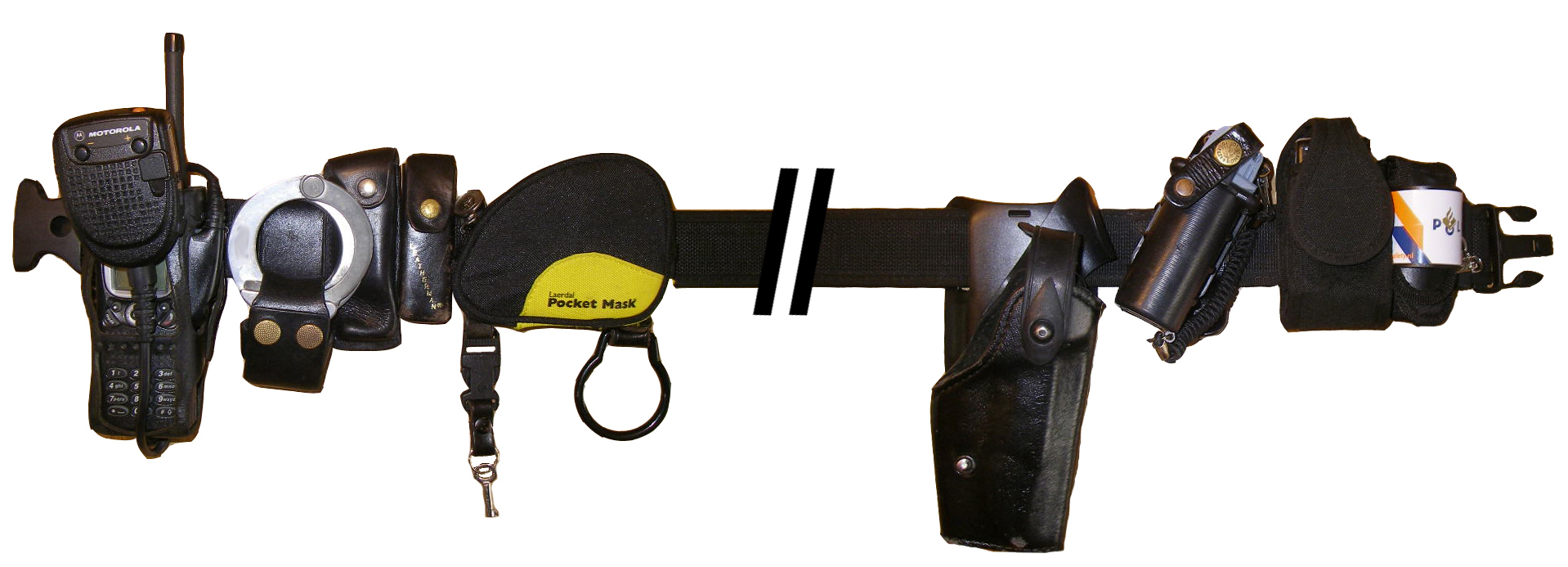
Koppel van de Nederlandse politie met van links naar rechts: Portofoon, transportboeien, patroonhouder, multitool, transportboeisleutels, tasje met reanimatiemasker en 2 paar handschoenen, zaklampring, holster, pepperspray, mobiele telefoon, LED-zaklampje met daaroverheen een deurklem en sleutelhanger

Uniform en uitrusting worden geregeld in het Besluit van 13 oktober 2012, houdende regels over de bewapening, de uitrusting en de kleding van de politie en de bijzondere bijstandseenheden alsmede regels over de taakuitvoering door de politie en de eisen aan de bekwaamheid van de ambtenaren van politie en van de bijzondere bijstandseenheden (Besluit bewapening en uitrusting politie).
Van het uniform van de politie zijn er twee versies, namelijk het operationele uniform en het reguliere/ceremoniële uniform. Het operationele uniform wordt op straat gedragen door de executieve agenten en wordt sinds medio 2014 uitgerold over Nederland. Het operationele uniform bestaat uit de volgende onderdelen:
Cap:
Een cap gebaseerd op Spaans model, voorzien van :::politie::: aan weerszijden en een geel logo op het voorpand.
Polo:
Donkerblauw poloshirt met lange of korte mouw voorzien van gele strepen en politielogo's.
Operationele broek:
Een donkerblauwe 'worker' met opzetzakken op beide bovenbenen. De broekzakken zullen zijn voorzien van het politielogo.
Hoge operationele schoen:
Dragers van het politie-uniform kunnen kiezen uit schoenen van de merken Meindl of Haix.
Veiligheidsvest:
De politie draagt het veiligheidsvest over de kleding. Dit vest is voorzien worden van vier verschillende hoezen; een fluor gele met reflecterende strepen en het politiebeeldmerk op voor- en achterzijde. Deze hoes zal gedragen worden wanneer extra zichtbaarheid gewenst is. Een blauwe hoes met gele strepen en het politiebeeldmerk op voor- en achterzijde voor de reguliere politiediensten, een witte hoes om het vest desgewenst onder de kleding te kunnen dragen en ten slotte een donker blauwe hoes zonder enige kenmerken voor de onopvallende surveillance.
Als jas is een z.g.n. 'softshell' beschikbaar om ónder het veiligheidsvest te dragen, en een all-weather-jacket om óver het veiligheidsvest te dragen.
De uitrusting van de politie wordt meestal om het middel gedragen aan een koppel. Deze koppels zijn van het Franse GK Professional. De uitrusting die aan de koppel gedragen wordt omvat globaal :
- Handboeien van het merk LIPS. Vanaf februari 2017 is de politie overgestapt op een nieuw merk en type transportboeien. Elke nieuwe politie-aspirant wordt sindsdien uitgerust met boeien van het merk SHN (Security Handcuffs Netherlands) type "2010 G2 Standard". Deze boeien zijn in Duitsland ontwikkeld door MK Technology, maar worden in Nederland gefabriceerd. De werking van de boeien is identiek aan de Lips maar door de smallere beugels zijn deze meer geschikt voor kleinere polsen. Naast de SHN-boeien blijven de politiemedewerkers met Lips-boeien deze in gebruik houden totdat deze door bijvoorbeeld een defect omgewisseld moeten worden. De levensduur van een set Lips boeien is circa 20 jaar.
- Bonowi EKA 51 (uitschuifbare wapenstok)
- Pepperspray (TW 1000 RSG 6)
- Dienstwapen Walther P99QNL
- P2000-portofoon (EADS, Motorola, Sepura)
- Taser X2 (stroomstootwapen)
- LED tactische zaklamp van het merk Peli Products (gebaseerd op het model Peli 7600, dat is aangepast op wens van de Politie), geleverd inclusief oranje kegel en holster.

Ook aspiranten en surveillanten die in opleiding zijn voor de rang van agent en hoger, mogen een vuurwapen dragen als zij hiertoe de benodigde trainingen met succes hebben afgelegd. Vanaf mei 2013 werd het oude pistool P5 van de Duitse fabrikant Walther geleidelijk vervangen door de P99. In 2015 was deze vervanging afgerond.
Vanaf juli 2018 nam de Nederlandse politie een nieuwe wapenstok in gebruik ter vervanging van de voordien gebruikte korte gummiknuppel. Het nieuwe model werd een telescopische wapenstok van het merk "Bonowi" type "CamLock", die een zwaardere impact heeft wanneer er een slag mee wordt gegeven. De nieuwe wapenstok is in uitgeschoven stand circa 50 centimeter lang en dus 10 cm langer dan de vroeger gebruikte gummiknuppel.
Tegenwoordig is het ook mogelijk om vanaf de rang van hoofdagent een opleiding voor een taser te volgen. Bij hondengeleiders zit de opleiding voor een Taser X2 standaard in de basisopleiding.
De Taser X2 is een stroomstootwapen die een verdachte voor een korte tijd neutraliseert op een niet-dodelijke manier, wat de agenten de mogelijkheid geeft om deze af te boeien, en te vervoeren.
De uitrusting kan verder bestaan uit onder andere een reanimatiemasker, handschoenen, draagring voor een zaklamp, mobiele telefoon, deurklem, enzovoorts. Een politieagent kan zelf kiezen welke van deze extra uitrustingsstukken hij of zij bij zich draagt.

### Voertuigen
In 2011 is de Volkswagen Touran onderworpen aan een upgrade, de volgende onderdelen zijn toen toegevoegd:
- De mogelijkheid om vanuit de auto, zonder de inzet van de meldkamer gegevens als naam, adres en kenteken na te trekken.
- Een ANPR-systeem, dit leest elke nummerplaat van auto's die de politieauto van rechts of links inhaalt, alsmede het tegemoetkomende verkeer. Het systeem kan de dienders op de hoogte brengen als een auto bijvoorbeeld staat gemarkeerd als gestolen, of als de eigenaar van de auto in het verleden is aangehouden wegens rijden onder invloed van alcohol of drugs.
- Nieuw mobilofoonsysteem, waar de diender(s) direct kunnen schakelen tussen vooraf ingestelde kanalen. Ook kunnen er statusberichten naar de meldkamer worden gestuurd.
- politieambtenaren hebben vanuit de auto direct toegang tot het BVH-systeem, als ze bijvoorbeeld naar een adres worden gestuurd, kunnen ze in dit systeem kijken wat er op dat verleden al precies is voorgevallen en of de dienders rekening moeten houden met andere zaken zoals agressiviteit of andere dingen. In en buiten de auto kunnen ze die informatie, en nog meer, ook opvragen met een app op hun smartphone. Daarmee hebben agenten in hun voertuig toegang tot informatie waar ze eerder de meldkamer voor nodig hadden. Alle handelingen kunnen worden uitgevoerd in één aanraakscherm. Volgens de minister komen er 13.000 van dit soort politievoertuigen beschikbaar.

Begin 2018 waren er bij de Nederlandse politie vier verschillende autotypes in gebruik, alle van Volkswagen: de Transporter voor het vervoeren van verdachten, de Touran vooral bij noodhulpdiensten, de Golf veelal voor handhaving of toezicht en de kleinere Volkswagen Polo, voor onopvallende inzet, intern gebruik en toezicht. Daarnaast bezit de Nederlandse politie twee typen motoren van BMW. Vanaf 2018 is de politie overgegaan op de Mercedes B-klasse en de Mercedes Vito. Op enkele uitzonderingen na zijn alle politievoertuigen voorzien van OOV-striping.
De basispatrouillevoertuigen zijn de Mercedes-Benz B-klasse en de Mercedes-Benz Vito. De landelijke eenheid maakt gebruik van de Audi A6. De Mobiele Eenheid maakt gebruik van de Mercedes-Benz Sprinter. DeToyota Land Cruiser en Toyota Hilux worden gebruikt als terreinvoertuigen.
Vanaf 2025 zal de Mercedes-Benz B-klasse vervangen worden door de BMW X1 en de Ford Kuga HEV. In totaal worden er 1.100 basispatrouillevoertuigen besteld ter vervanging van de B-Klasse. De eerste testvoertuigen zullen in de loop van 2024 aan verschillende basisteams geleverd worden. Daarnaast zal zo'n 30% van de vloot (ongeveer 500 voertuigen) volledig elektrisch worden.
De politie beschikt sinds 2009 over zes Eurocopter EC-135 en twee AgustaWestland AW139. In 2020 is er een derde AW139 aan de politie geleverd..

## Taken

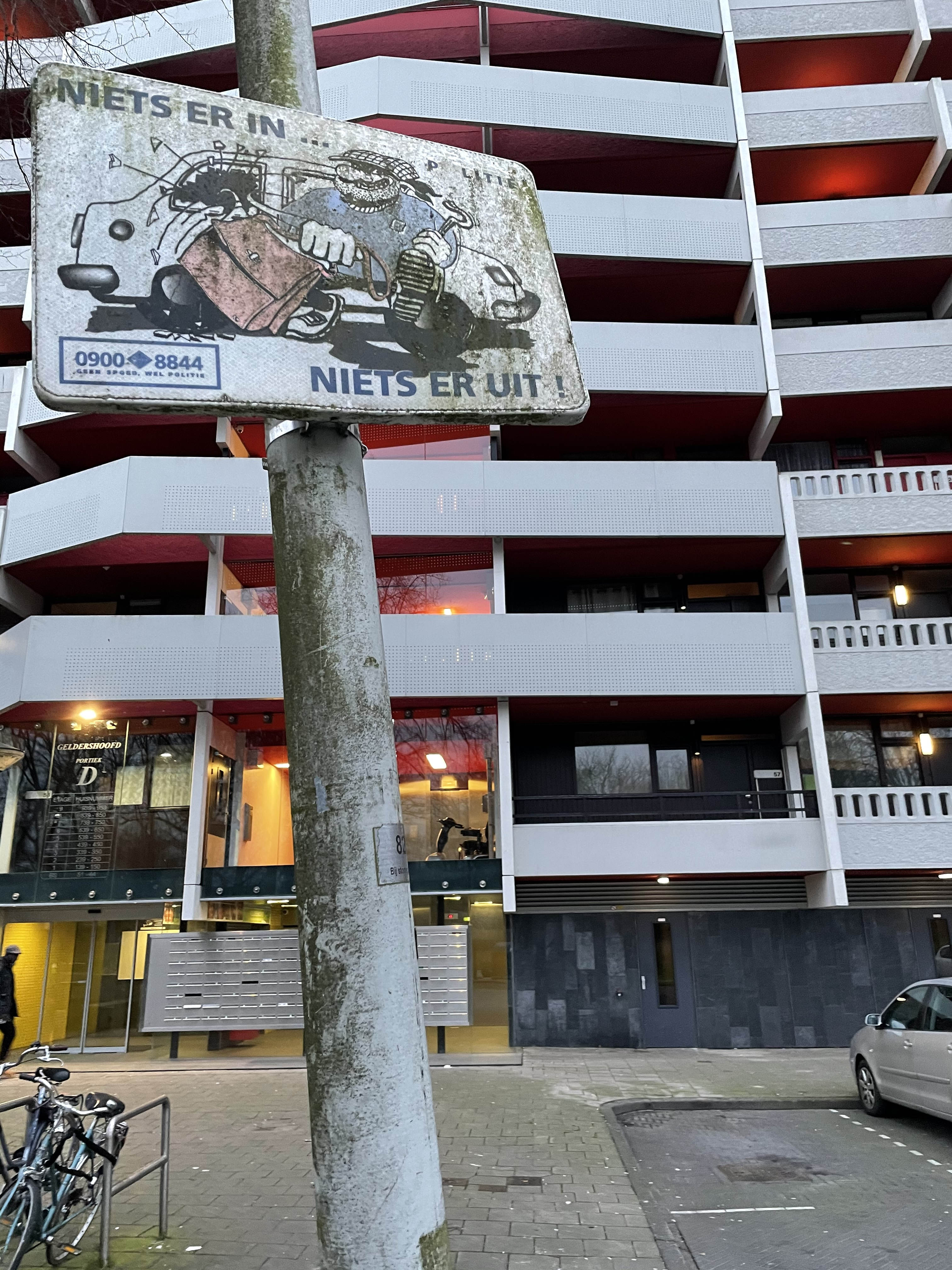
Motto: niets erin; niets eruit

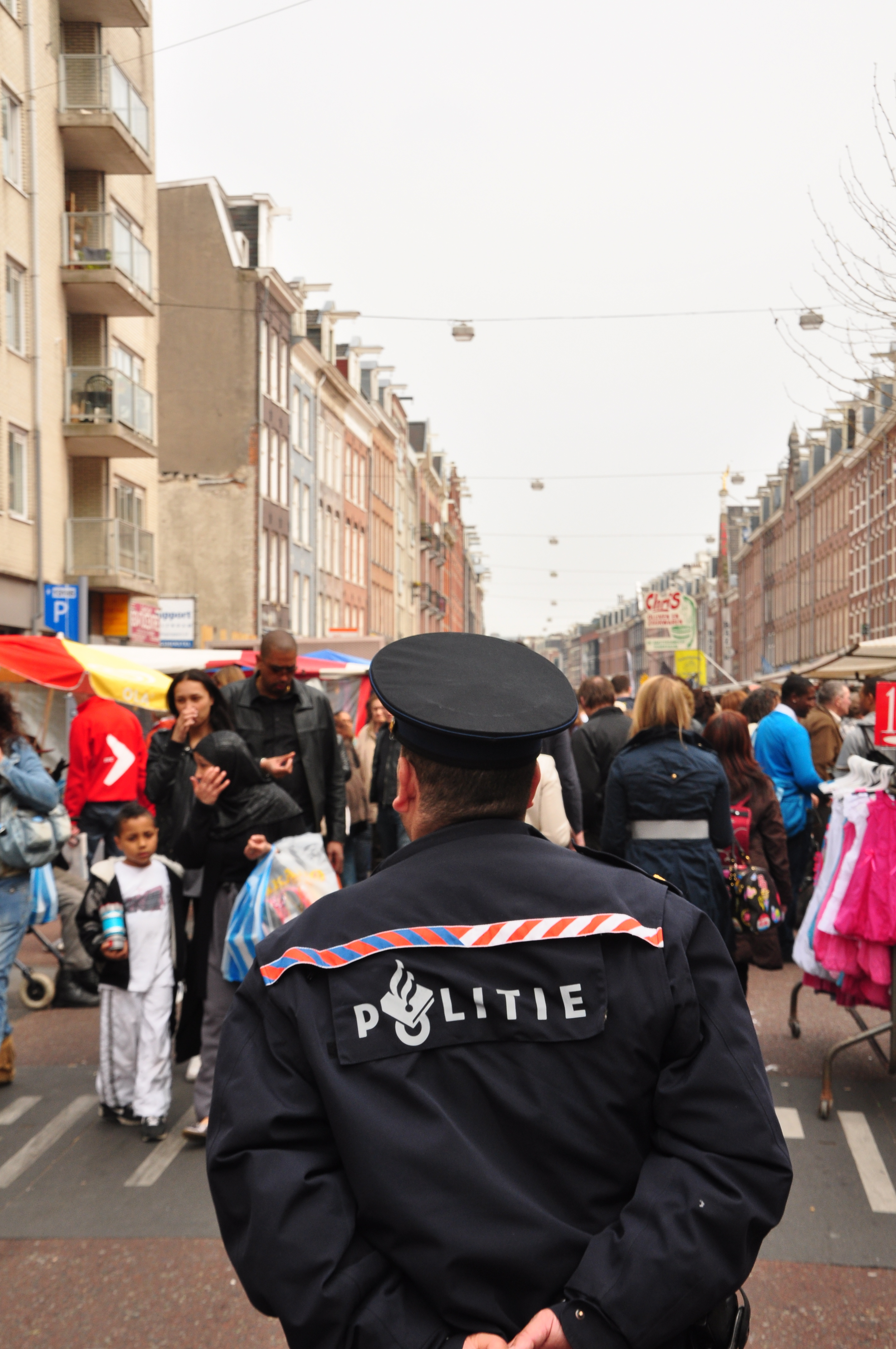
Politeagent op de Albert Cuypmarkt

In artikel 3 van de Politiewet 2012 staat beschreven wat de taken van de politie zijn: De politie heeft tot taak in ondergeschiktheid aan het bevoegde gezag en in overeenstemming met de geldende rechtsregels te zorgen voor de daadwerkelijke handhaving van de rechtsorde en het verlenen van hulp aan hen die deze behoeven. In de praktijk wordt dit uitgesplitst in vier hoofdtaken.
- Preventie (het voorkomen van overtredingen en misdrijven)
- Opsporen van misdrijven en overtredingen
- Handhaving van de rechtsorde
- Hulpverlening

Binnen de politie zijn verschillende afdelingen met een deel van deze hoofdtaken bezig.

### Basispolitiewerk
Het basispolitiewerk bestaat uit de volgende taken:
- Preventie van overtredingen en misdrijven door zichtbaar aanwezig zijn op straat. Steeds vaker gaan de politiemensen met een opdracht de straat op. Deze opdrachten komen voort uit eerdere opgedane ervaringen en uit de analyse van cijfers.
- Noodhulp: de 24 uurszorg ten behoeve van spoedmeldingen ('Prio 1', binnen 15 minuten ter plaatse) waarbij direct een reactie nodig is van de politie; dit kan bijvoorbeeld zijn een aanrijding met gewonden, overvalmelding, conflicten, maar ook reanimaties of inbraakmeldingen. Vaak rijdt men dan aan met gebruikmaking van zwaailicht en sirene. Bij 'Prio 2'-meldingen dient men binnen 30 minuten ter plaatse te zijn, en gebruikt men geen zwaailicht en sirene.
- Minder urgente meldingen. Men hoeft daarbij niet binnen een bepaalde tijd ter plaatse te zijn.
- Kleine, eenvoudige recherchewerkzaamheden, waarbij een verdachte in principe 9 uur aangehouden kan worden voor verhoor,[26] bijvoorbeeld bij kleine diefstallen en inbraken. De schriftelijke afwerking kan langer duren (dossiervorming, aangiften opnemen) zeker als er nog getuigen gehoord moeten worden en bewijsstukken nodig zijn van bijvoorbeeld de technische recherche, vuurwapendeskundigen, etc. Vaak dient dit te gebeuren tijdens de noodhulpdienst of tussen de meldingen door. Als voor de medewerker basispolitiezorg de zaak te lang gaat duren (er dient bijvoorbeeld een inverzekeringstelling op te volgen), kan het werk worden overgenomen door de recherche;
- Geven van preventieadviezen: het basispolitiewerk geeft onder andere adviezen ter voorkoming van inbraken, adviezen naar de gemeente over verkeerszaken, voorlichting enz.
- Verlenen van hulp: hulp wordt verleend aan mensen die daarom vragen, maar ook aan instanties zoals jachtopzieners en gemeente;
- Afhandeling verkeersproblemen: het houden van verkeerscontroles, het afhandelen van verkeersongevallen, adviseren aan mensen en gemeente, filebeveiliging;
- Controleren van bijzondere wetten en regelingen zoals controle of niet-Nederlanders beschikken over de benodigde documenten (visum, verblijfsvergunning, werkvergunning, en dergelijke) samen met iemand van de vreemdelingendienst.

### Specialistische taken
Naast de basispolitiezorg kent de politie een aantal taken, die specifieke kennis vereisen. Deze taken worden uitgevoerd door gespecialiseerde diensten van de politie. Een voorbeeld van een gespecialiseerde dienst is de jeugd- en zedenpolitie.
Specialistische taken binnen het politiebestel omvatten bijvoorbeeld:
- nationale, (boven)regionale rechercheonderzoeken: onderzoeken van de zwaardere misdrijven, zoals moordzaken, drugshandel, mensenhandel, jeugdcriminaliteit, wapenhandel, fraude, grote milieuzaken en zedenzaken; de rechercheurs worden hierbij vaak ondersteund door vakspecialisten;
- informatiebeheer: het verzamelen en verwerken van technische informatie (zoals foto's en vingerafdrukken van daders van misdrijven) en informatie over criminele organisaties door onder andere de Criminele Inlichtingen Eenheid (CIE);
- vreemdelingenzorg: het uitgeven van verblijfsvergunningen is geen taak meer voor de politie, dat is overgedragen aan de IND. Wel het toezicht houden op personen die in Nederland verblijven maar niet de Nederlandse nationaliteit hebben;
- milieudienst: omdat de milieuwetgeving complex is, is dit een specialistische taak. Veelal hebben verschillende Nederlandse gemeenten daarnaast ook een speciale milieuwachter (wat weer een buitengewoon opsporingsambtenaar is).

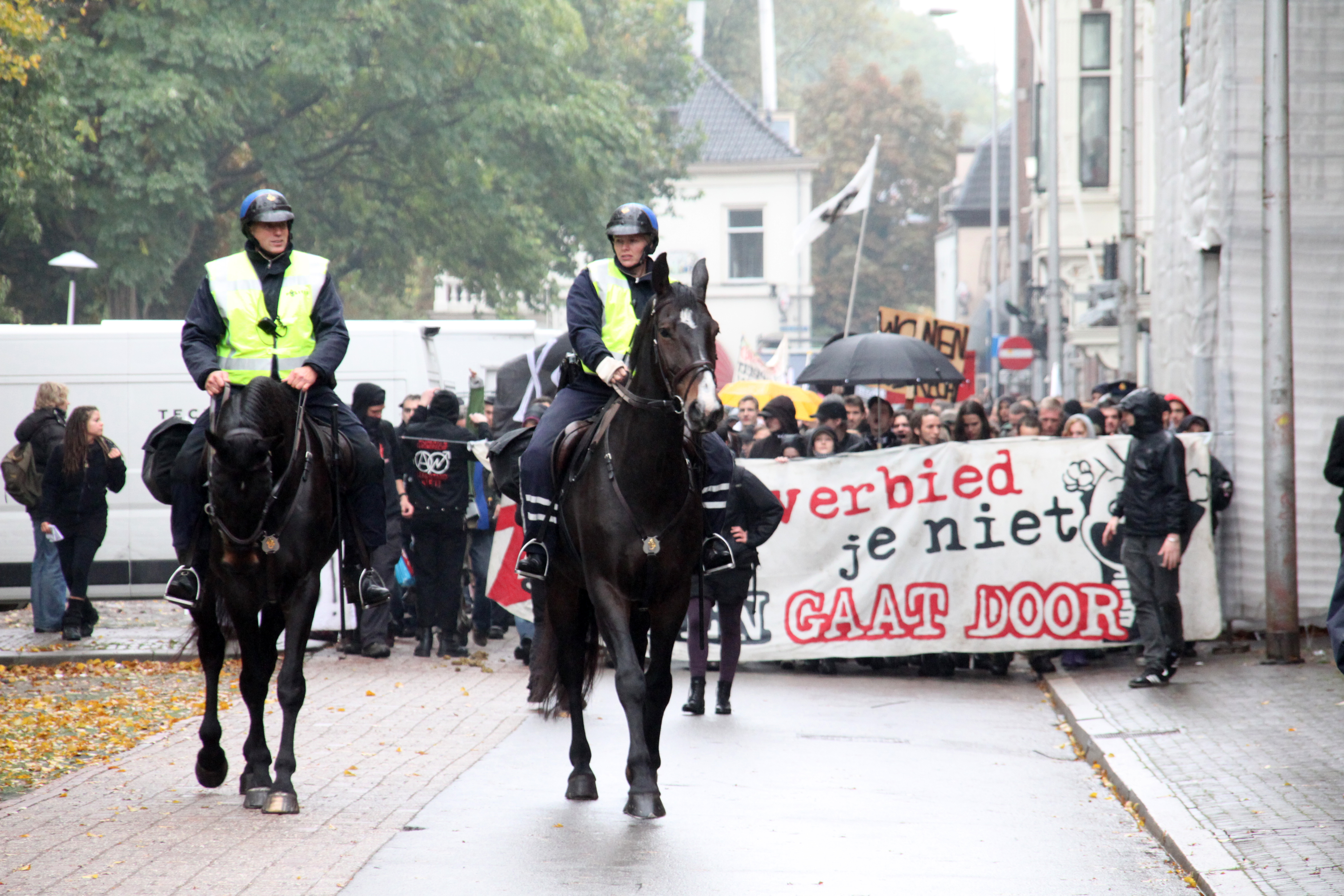
Bereden politie voor op een demonstratie in Utrecht tegen het kraakverbod.

### Operationeel ondersteunende taken
Naast de basispolitiezorg en de specialistische taken zijn er diensten die ondersteunend werken voor zowel de basispolitiezorg als de specialistische diensten. Voorbeelden van operationeel ondersteunende diensten zijn de dienst levende have politie (paarden en honden), de Mobiele Eenheid (ME, oproerpolitie), het Aanhoudings- en Ondersteuningsteam (gewoonlijk aangeduid als arrestatieteam) en het observatieteam.

## Bevoegdheden
De opsporingsbevoegdheden van de politie zijn aan regels gebonden en bij de Wet geregeld, zoals bv in de Politiewet 2012, de Wet wapens en munitie, de Opiumwet, de Wegenverkeerswet 1994, de Algemene wet op het binnentreden en het Wetboek van Strafvordering. Hierdoor heeft een agent bevoegdheden die andere burgers niet hebben, zoals staandehouding, aanhouding (overigens in geval van heterdaad wel toegestaan aan burgers), inbeslagname, inzage in ID vorderen etc.
Daarnaast is de politie gemandateerd vanuit de overheid als hoofdgebruiker van het geweldsmonopolie: de bevoegdheid om indien nodig geweld te gebruiken. Ook dit is aan wettelijke regels gebonden. Er mag alleen geweld worden gebruikt als er geen andere mogelijkheden zijn (subsidiariteit), en dan ook niet meer geweld dan noodzakelijk is voor het beoogde doel (proportionaliteit). Elk gebruik van geweld wordt achteraf getoetst, dat wil zeggen er wordt door het Openbaar Ministerie beoordeeld of het gebruik van geweld rechtmatig was.
Bijzondere opsporingsbevoegdheden, zoals bijvoorbeeld stelselmatige observatie, infiltratie, pseudokoop, een telefoon tappen, mogen pas worden toegepast na toestemming van de officier van justitie of de rechter-commissaris. Voor activiteiten als het plaatsen van afluisterapparatuur en het observeren van verdachten is er bij alle 11 eenheden een dienst Observatie & Techniek (O&T).
De politie kan net als de andere hulpdiensten met optische en geluidssignalen rijden. Het betreffende voertuig wordt hierdoor een voorrangsvoertuig.
Tijdens de uitvoering van haar taak heeft de politie echter vrijstelling van het gehele Reglement Verkeersregels & Verkeerstekens (RVV). Dit betekent bijvoorbeeld dat een politieagent ten behoeve van zijn functievervulling door rood mag rijden zonder daarbij gebruik te maken van optische en geluidssignalen. Een ander voorbeeld van het geoorloofd overtreden van het RVV, is de zogenaamde 'inhalende surveillance', vaak toegepast door politieambtenaren belast met verkeerstoezicht. Zij mogen het overige verkeer inhalen, zelfs de snelheidslimiet enigszins overschrijden. De achterliggende gedachte is dat: 1. men over het algemeen geneigd is geen verkeersovertredingen te begaan tijdens of kort na het zien van een politievoertuig; en 2. de politieambtenaren meer weggebruikers kunnen zien en controleren op hun gedrag.
Er is afgesproken dat een politieagent alleen optische en geluidssignalen mag voeren na mondelinge toestemming van de meldkamer. Deze toestemming kan ook komen te vervallen voordat de politie-eenheid ter plaatse is, omdat bijvoorbeeld een andere hulpdienst reeds ter plaatse is. Zo kan het dus voorkomen dat een politievoertuig met optische- en geluidssignalen een kruising oversteekt, om bij de volgende kruising met de normale verkeersstroom verder te rijden.
Tot slot zijn er meldingsclassificaties waarbij de politie wel met spoed maar zonder optische en geluidssignalen ter plaatse moet gaan. Denk hierbij aan gijzelingen, overvallen, inbraken, zelfdodingen, et cetera.

## Meldkamer
De meldkamer van de politie is onderdeel van de Gemeenschappelijke Meldkamer van de betreffende veiligheidsregio. De primaire taak van de politiemeldkamer is het aannemen en uitzetten van meldingen en het verzorgen van opschaling. Deze meldingen kunnen via diverse informatielijnen de meldkamer bereiken; zoals via de alarmcentrale 112, het landelijke politienummer 0900-8844, overige hulpdiensten (brandweer en ambulance bijvoorbeeld), eenheden op straat en overige partners (particuliere alarmcentrales, Rijkswaterstaat, gemeenten, etc.).
Er is ook een nummer, de opsporingstiplijn, waar een persoon een tip omtrent een misdrijf kan doorgeven. Het telefoonnummer van deze tiplijn is 0800-6070. Als de persoon niet zijn naam wil noemen (wat verplicht is bij de gewone tiplijn), kan hij Meld Misdaad Anoniem bellen. Het telefoonnummer van Meld Misdaad Anoniem is 0800-7000. (Meld Misdaad Anoniem is eigenlijk geen politieonderdeel, maar de politie maakt er wel veel gebruik van.)
De medewerkers van de meldkamer beoordelen de melding en maken een inschatting hoe deze adequaat behandeld kan worden. De medewerker zal op basis van prioriteit bepalen welke politiemensen hij of zij naar welke melding(en) stuurt. De medewerkers van de meldkamer weten precies waar alle eenheden op straat zijn, door middel van een voertuigvolgsysteem (meestal AVLS, automatisch voertuiglocatiesysteem genaamd).
De meldingen die binnenkomen bij de meldkamer wordt een specifieke prioriteit meegegeven aan de hand van een aantal criteria, de zogenaamde prioriteiten. Er worden drie prioriteiten onderscheiden:
- SPOED (Prio 1): levensbedreigende situatie waarbij binnen 15 minuten een eenheid ter plaatse moet zijn. SPOED meldingen gaan vaak samen met het voeren van de optische- en geluidssignalen.
- NU (Prio 2): inzet nodig, geen levensbedreigende situaties. Hierbij wordt uitgegaan van een reactietijd van 30 minuten.
- LATER (Prio 3/4): directe inzet van de politie is niet nodig. Op een later moment en/of contact met de melder/burger wel. De melding zal worden doorgezet naar het basisteam, zij bepalen de verdere afhandeling en zetten de melding uit bij bijvoorbeeld een wijkagent. Deze meldingen dienen binnen 24 uur afgehandeld te worden.

Secundair heeft de politiemeldkamer de taak eenheden te voorzien van informatie ten behoeve van haar werkzaamheden op straat. Zo behandelt de centralist informatieverzoeken over kentekens, gezochte personen, belangrijke telefoonnummers, etc. Ook ontvangt de meldkamer de live camerabeelden van een politiehelikopter in haar gebied en regelt zij andere (hulp)diensten naar een incident (denk hierbij aan Rijkswaterstaat, sleepdiensten, technische recherche, dierenambulance en dergelijke).
Op de politiemeldkamer werken buitengewoon opsporingsambtenaren en ervaren agenten die voorheen op straat werkten. Er werken echter ook combi-centralisten, agenten die zowel op straat en op de meldkamer werkzaam zijn.

### Gebruikte systemen
- Geïntegreerd Meldkamer Systeem

Sinds een aantal jaren maken de meldkamers (naast politie en KMAR, ook brandweer en ambulance) gebruik van het Geïntegreerd Meldkamer Systeem, afgekort GMS. Dit programma kent vele mogelijkheden.
Primair wordt GMS gebruikt om meldingen aan te nemen, te verwerken en uit te geven. GMS is zodanig ontwikkeld dat het op alle aangesloten werkstations dezelfde informatie toont, realtime. Terwijl de telefonist de melding aanneemt en verwerkt op zijn of haar betreffende werkstation, kan de centralist de melding meelezen en direct eenheden aansturen. De locatie, prioriteit en de informatie van de melder zijn voor de centralist direct terug te lezen. Wanneer er een multidisciplinair incident is, kunnen de andere hulpdiensten worden aangevinkt waarna zij ook realtime kunnen meelezen. 
Daarnaast fungeert het Geïntegreerd Meldkamer Systeem als plotsysteem, waarbij alle eenheden te zien zijn die de centralist tot zijn of haar beschikking heeft. Ook kent het systeem een databasefunctie voor procedures en telefoonnummers die nodig zijn voor een correcte uitvoering van de werkzaamheden. Daarnaast vormt het systeem een koppeling met het C2000 systeem eOCS, de Arbi (telefooncentrale) en het kaartensysteem (CCR360 of ORCA CityGIS). Terugkoppelingen van de eenheden op straat, zoals spraakaanvragen, informatie aanvragen en noodoproepen worden door GMS verwerkt.
- Kaartensysteem

De meldkamer beschikt over een softwarepakket dat vergelijkbaar is met Google Maps. Alle meldkamers maken gebruik van een GIS-softwarepakket van CityGIS of Tensing. De software stelt de gebruiker in staat huisnummers te zien, kadastrale gegevens, straatnamen, GNSS-coördinaten, locatie van de eenheden en incidenten, luchtfoto's, en vele andere opties. Ook de locatie van voertuigen van andere disciplines is naar wens aan en uit te zetten.
- Communicatiesysteem

C2000 is het digitale, niet afluisterbare communicatiesysteem waarmee de eenheden op straat in verbinding staan, zowel met elkaar als met de meldkamer. Aansturing met gebruik van C2000 gaat via het Radio BedieningsStation (RABS) waarop de webbased applicatie eOCS draait. Middels deze software beschikt elk werkstation over de voor hen relevante gespreksgroepen.
Daarnaast werkt de politie (beperkt) met het alarmeringssysteem P2000. Deze alarmering geschiedt rechtstreeks vanuit GMS, of bij uitval via PANCRAS. Ook alarmeren vanuit eOCS is mogelijk. Daarnaast wordt er gebruikgemaakt van Burgernet, voor zowel alarmering van burgers als de alarmering van eenheden.
Verder beschikt elke meldkamertafel over een uitgebreid telefoniesysteem, meestal een computer verbonden aan een server die meerdere telefonielijnen tegelijk kan verwerken (arbitragesysteem). Daarom wordt de telefoon intern ook vaak een 'arbi' genoemd. Zowel de 112 telefonie komt hierop binnen; alsmede interne lijnen, 0900-8844 (bij drukte/gesloten servicecentrum), overloop 112 van de andere hulpdiensten, etc.
Boven op de meldkamer tafels is een zogenaamde "BusyLight" of soortgelijke constructie gemonteerd. Deze laat middels een gekleurd licht aan de andere centralisten zien wanneer de betreffende centralist in gesprek is.
- Basisvoorziening Handhaving

De politie maakt gebruik van de Basisvoorziening Handhaving (BVH) voor de administratieve afhandeling van meldingen en incidenten. Dit systeem is een doorontwikkeling van het voormalige 'Xpol' dat een aantal korpsen als registratiesysteem gebruikten. De BVH is eenzijdig gekoppeld aan het GMS-systeem, dat wil zeggen dat alle meldingen van de politie uit GMS in het BVH-systeem worden opgeslagen voor verdere afhandeling. De BVH bestaat uit een aantal 'satellieten' waaronder BosZ (Betere Opsporing door Sturing op Zaken). BosZ wordt gebruikt om overzicht te houden op de lopende onderzoeksdossiers. BosZ speelt verder een belangrijke rol in het afhandelen van een verdachte via ZSM waar intensief met het OM wordt samengewerkt.
- BlueView

De meeste meldkamers beschikken over BlueView, een integrale bevragingsmodule die op trefwoord alle BVH's van alle politie-eenheden en het BPS (Bedrijfsprocessensysteem) van de Koninklijke Marechaussee kan doorzoeken voor relevante informatie. BlueView zorgt voor informatienaslag voor de eenheden op straat.
- Integrale Bevraging

Een in 2011 ingevoerd landelijk bevragingssysteem is 'Integrale Bevraging' (BVI-IB). Op trefwoord doorzoekt dit systeem meerdere bronnen (CVI/HKS (strafrechtelijke geschiedenis van een persoon), RDW (technische en tenaamstellingsgegevens van een voertuig), de WAM (Wet Aansprakelijkheid Motorrijtuigen), OPS (opsporingsregister), PAPOS (ParketPolitieSysteem voor openstaande boetes), CRB (rijbewijzenregister), GBA (Gemeentelijke Basis Administratie)) en toont de resultaten op het scherm. Integrale Bevraging verving onder andere 'P-Info'.
- MEOS

De politie beschikt over de MEOS-app, wat staat voor "Mobiel Effectiever op Straat". De bedoeling is dat in 2021 negentig procent van de benodigde informatie met dit systeem kan worden opgevraagd. Iedere uitvoerende ambtenaar heeft een smartphone met daarop dit systeem geïnstalleerd. Met MEOS kunnen politiemensen ID-bewijzen zoals paspoorten, rijbewijzen en ID-kaarten lezen, (Europese) kentekenplaten scannen en op de verkregen gegevens direct en heel snel bevragingen doen in Nederlandse en Europese systemen. Ook zijn allerlei bevragingen mogelijk als er geen ID-documenten beschikbaar zijn. Met de ontvangen gegevens kunnen op de smartphone allerlei vervolghandelingen worden gedaan, zoals bekeuringen opmaken, aangiftes opnemen of rapporteren. MEOS is anno 2018 het belangrijkste informatiesysteem op straat en wordt voortdurend uitgebreid.

## Samenwerking met andere diensten
Bij de hulpverlening werkt de politie samen met andere diensten. Bij een aanrijding met gewonden wordt bijvoorbeeld samengewerkt met:
- ambulancediensten en artsen
- brandweer
- weginspecteurs van Rijkswaterstaat
- Mobiel Medische Teams

Daarnaast werken de politie en de Koninklijke Marechaussee in voorkomende gevallen samen. De Koninklijke Marechaussee verleende bijvoorbeeld jarenlang structureel bijstand aan de gemeentepolitiekorpsen van Amsterdam en Den Haag.

### Slachtofferhulp
Voor de hulp aan slachtoffers werkt de politie samen met de Bureaus Slachtofferhulp. De mensen die daar werken zijn getraind om slachtoffers van ongevallen en misdrijven te helpen. Ze zorgen ervoor dat de slachtoffers begeleid worden, maar ze helpen ook met het invullen van formulieren voor de verzekering of de advocaat.

### Hulpverlening
De hulpverlening die de politie biedt is niet alomvattend en beperkt zich tot gevallen die dringend zijn en waarbij op dat moment geen ander specialistisch bedrijf of instantie beschikbaar is. Het betreft meestal de eerste opvang in noodsituaties, waarna wordt doorverwezen naar andere partijen die primair zijn aangewezen om op een bepaald terrein hulpverlening te bieden.
Dit zijn bijvoorbeeld:
- de verslavingszorg bijvoorbeeld het Consultatiebureau voor Alcohol en Drugs, Novadic-Kentron;
- de Geestelijke Gezondheidszorg (bijvoorbeeld bij mensen die zelfmoord willen plegen of een gevaar zijn voor anderen);
- de Reclassering Nederland;
- de Jeugdreclassering;
- de Raad voor de Kinderbescherming;
- maatschappelijk werk (bijvoorbeeld bij huiselijk geweld);
- het eigen zorgkader (familie of vrienden) van een persoon.